# Teoría de campo medio
En física, la teoría de campo medio, o simplemente campo medio, permite el estudio del comportamiento de modelos complejos mediante el uso de aproximaciones auto-consistentes que los simplifican. Estos modelos suelen estar formados por multitud de componentes individuales que interactúan entre ellas. La aproximación de campo medio consiste en considerar los efectos que producen todos los componentes del sistema sobre uno de ellos como un único efecto promediado, el campo medio, reduciendo un problema de muchos cuerpos a otro problema de uno solo. Este campo medio se obtiene de forma auto-consistente al resolver el problema de un cuerpo y promediar sobre el sistema.
Las ideas detrás de este tipo de aproximaciones aparecieron por primera vez en trabajos de Pierre Curie y Pierre Weiss para describir transiciones de fase. Este tipo de aproximaciones se han usado en multitud de problemas más allá de la física estadística, como modelos epidémicos, teoría de colas, teoría de juegos, neurociencia o inteligencia artificial.

## Motivación
Los sistemas de muchos cuerpos con interacciones son en general muy difíciles de resolver y se conocen pocas soluciones exactas, con notables excepciones como el modelo de Ising en 1 y 2 dimensiones. En campo medio este sistema se sustituye por otro de un solo cuerpo mediante la elección de un campo auxiliar, el campo medio, que permita suplir la falta del resto del sistema. En el caso de sistemas magnéticos este campo suele identificarse con la magnetización del sistema. La sustitución por este nuevo problema más simple se hace con el objetivo de resolverlo de forma exacta. Así, el campo medio puede ser calculado a su vez desde el problema de un solo cuerpo, quedando típicamente en forma de ecuación que se ha de resolver de forma auto-consistente.
En general, la dimensionalidad del sistema juega un papel importante a la hora de que la aproximación de campo medio funcione. La aproximación se basa fundamentalmente en considerar que el efecto que producen los elementos del sistema es exactamente su promedio, por lo que si las fluctuaciones sobre el promedio son importantes la aproximación tiende a producir peor resultado. Es decir, cuando el número de elementos que interaccionan es grande, Error al representar (SVG (MathML puede ser habilitado mediante un plugin de navegador): respuesta no válida («Math extension cannot connect to Restbase.») del servidor «http://localhost:6011/es.wikipedia.org/v1/»:): {\displaystyle N}
, por la ley de los grandes números las fluctuaciones, que van como {\displaystyle {\sqrt {N}}}, no son importantes. En cambio, cuando es pequeño las fluctuaciones si son importantes y llevan a predecir resultados erróneos, tanto cualitativa como cuantitativamente. Por ejemplo en el modelo de Ising en 2D, la magnetización a temperaturas menores que la temperatura crítica del sistema ({\displaystyle T_{c}}), crece proporcional a {\displaystyle (T_{c}-T)^{1/8}}, mientras que campo medio predice que esta crece como {\displaystyle (T_{c}-T)^{1/2}}. En cambio a dimensiones mayores o iguales que 4, campo medio predice correctamente la forma de la magnetización. El criterio de Ginzburg es la expresión formal de cuántas fluctuaciones hacen que la aproximación de campo medio falle, permitiendo predecir una dimensión crítica por encima de la cual campo medio funciona.